# Mark Marabini
Mark Marabini (Harare, 26 de março de 1977) é um triatleta profissional zimbabwano. 

## Carreira
Mark Marabini competidor do ITU World Triathlon Series, disputou os Jogos de Sydney 2000, não terminando a prova.